# Johan Gallon
Pour les articles homonymes, voir Gallon (homonymie).
Johan Gallon, né le 10 avril 1978 à Caen, est un footballeur français, devenu entraîneur.
Formé au SM Caen, ce milieu de terrain axial a réalisé la majorité de sa carrière en deuxième division.

## Carrière
Produit du centre de formation du Stade Malherbe Caen, issu de la génération qui voit éclore les Jérôme Rothen, Anthony Deroin et Bernard Mendy, Johan Gallon est un milieu de terrain axial, mesurant 1,83 m, dont la vision de jeu et la technique lui ont permis de jouer meneur de jeu. Lors de la saison 1999-2000, il s'impose comme l'un des joueurs majeurs du club caennais, marquant 9 buts en 31 matchs. Il se fait remarquer pour sa hargne sur le terrain, voire son agressivité, qui lui vaut de récolter de nombreux cartons. Pourtant en 2001 son contrat n'est pas renouvelé. Il fait un essai non concluant à Norwich City, en Angleterre.
Finalement il part à l'Étoile Carouge FC, en D2 suisse. Il réalise ensuite trois saisons pleines au Clermont Foot, en Ligue 2. La suite est difficile : son prêt au Stade brestois en 2005 est un échec ; il part après six mois au Racing de Ferrol, qui est finalement relégué en troisième division espagnole.
Revenu en France, il signe au FC Istres, en Ligue 2. Handicapé par les blessures à répétition, il ne joue que quelques matchs et ne peut empêcher la relégation du club en National. La saison suivante est du même acabit, il joue son dernier match le 8 décembre 2007, face au FC Sète. En mai 2008, après une opération du tendon jambier postérieur de la cheville droite, il est arrêté six mois et la rééducation lui provoque une hernie discale. Il ne parvient pas à jouer un seul match lors de la saison 2008-2009 et résilie son contrat de joueur.
En juillet 2010, il intègre le staff du club istréen en tant que recruteur-superviseur, puis devient formateur au club.
En 2013, il commence une carrière d'entraîneur à l'US Granville, en DH. Pour sa première saison, son équipe remporte le championnat et se trouve promue en CFA2. En 2015-2016, elle réalise un parcours exceptionnel en Coupe de France où il verra son équipe affronter l'Olympique de Marseille et retrouvera l'enceinte du Stade Malherbe de Caen où il a joué entre 1997 et 2001 . Lors d'une nouvelle épopée en Coupe de France avec l'US Granville, lors de la saison 2017-2018, il accroche à son palmarès sa première victoire contre une équipe de Ligue 1 en battant les Girondins de Bordeaux sur le score de 2-1 a.p.
Le 24 mars 2021, il annonce son départ de l'US Granville après huit années passées au club.
Le 15 juin 2023, le Stade Malherbe Caen annonce sa signature comme directeur de l'association du club. Il devient dirigeant de l'équipe féminine du club en juin 2025, lorsque celle-ci passe d'une gestion par la SAS à une gestion directe par l'association.

## Parcours

### Joueur
Il joue au total 250 matchs et marque 20 buts ; soit 224 de Ligue 2 pour 19 buts, 8 matchs de National, 12 matchs de Coupe de la Ligue et 6 matchs de Coupe de France pour 1 but.
| Saison                | Club                  | Championnat           | Championnat | Championnat | Coupe(s) nationale(s) | Coupe(s) nationale(s) | Total | Total |
| Saison                | Club                  | Division              | M.          | B.          | M.                    | B.                    | M.    | B.    |
| 1997-1998             | SM Caen               | D2                    | 27          | 1           | 4                     | 1                     | 31    | 2     |
| 1998-1999             | SM Caen               | D2                    | 34          | 2           | 2                     | 0                     | 36    | 2     |
| 1999-2000             | SM Caen               | D2                    | 31          | 9           | 1                     | 0                     | 32    | 9     |
| 2000-2001             | SM Caen               | D2                    | 29          | 1           | 1                     | 0                     | 30    | 1     |
| 2001-2002             | Étoile Carouge FC     | D2                    | -           | -           | -                     | -                     | 0     | 0     |
| 2002-2003             | Clermont Foot         | L2                    | 27          | 2           | 1                     | 0                     | 28    | 2     |
| 2003-2004             | Clermont Foot         | L2                    | 28          | 2           | 1                     | 0                     | 29    | 2     |
| 2004-2005             | Clermont Foot         | L2                    | 29          | 2           | 7                     | 0                     | 36    | 2     |
| 2005-2006             | Stade brestois (prêt) | L2                    | 12          | 0           | 1                     | 0                     | 13    | 0     |
| 2006                  | Racing Ferrol         | D2                    | 13          | 0           | -                     | -                     | 13    | 0     |
| 2006-2007             | FC Istres             | L2                    | 7           | 0           | -                     | -                     | 7     | 0     |
| 2007-2008             | FC Istres             | National              | 8           | 0           | 1                     | 0                     | 9     | 0     |
| 2008-2009             | FC Istres             | National              | 0           | 0           | -                     | -                     | 0     | 0     |
| Total sur la carrière | Total sur la carrière | Total sur la carrière | 232         | 19          | 19                    | 1                     | 251   | 20    |

### Entraîneur
- 2013-2021 :  US Granville